# Operation Rubikon (Roman)
Operation Rubikon ist der Titel eines 2004 im Herbig Verlag erschienenen und 2016 vom Suhrkamp Verlag neu aufgelegten Romans von Andreas Pflüger. Pflüger arbeitete fünf Jahre an diesem Thriller, der gleichzeitig ein Gesellschaftsroman ist. Vorher schrieb Pflüger auch das Drehbuch zum 2002 erschienenen, gleichnamigen Film.

## Inhalt
Wolf, der Chef des Bundeskriminalamtes, zieht die Bilanz eines Lebens im Polizeidienst. Er blickt zurück auf ein Leben als Funktionsträger, als Diener des deutschen Staates. „Du hast getötet, was du liebst, damit lebt, was du hasst“, denkt er und meint damit die Entfremdung von seiner Familie. 
Der Roman erzählt, wie Wolf das Land, für das er seine Familie verriet, vor dem Zugriff internationaler Kartelle rettet und  seinen inneren Frieden gefunden hat. Sein letzter Einsatz ist sein wichtigster, er läuft unter dem Tarnnamen „Rubikon“.
Andreas Pflüger entwirft ein Bild des Staates am Vorabend einer Übernahme durch internationale Kartelle. „Operation Rubikon“ handelt davon, wie ein paar Polizisten um den alten Wolf und seine Tochter Sophie, Anwältin der Bundesanwaltschaft, zu verhindern suchen, was kaum mehr zu ändern scheint: Die Kontrolle der deutschen Regierung durch eine transkontinental operierende Mafia von Drogen-, Waffen- und Menschenhändlern. Zwei Mächte stehen sich gegenüber, das Geld und das Recht.

## Hintergrund
Bei den Recherchen für seinen Roman hat sich Pflüger von Hans-Ludwig Zachert beraten lassen, dem ehemaligen Chef des Bundeskriminalamtes. Daher rühren seine Einblicke in das schwer zu entwirrende Geflecht der bundesdeutschen Nachrichtendienst- und Polizeibehörden: Bundesnachrichtendienst, Militärischer Abschirmdienst, Bundeskriminalamt, Bundesanwaltschaft. Informationen werden gehortet statt weitergegeben, aus Geheimdienstwissen wird Geheimwissen. So entstehen fatale Lücken im System der inneren Sicherheit. „Operation Rubikon“ zeigt, was passiert, wenn die OK, die organisierte Kriminalität, diese Lücken findet und nutzt.
Auf achthundert Seiten entfaltet Pflüger ein Netzwerk von Korruption und Geldwäsche, von Drogen- und Waffenhandel.

## Ausgaben
- Operation Rubikon. 2004. F.A. Herbig. ISBN 3-7766-2385-3
- Operation Rubikon. 2006. Rowohlt Taschenbuch. ISBN  3-49924090-4
- Operation Rubikon. 2016. Suhrkamp Verlag ISBN 978-3-518-46740-4
- Operation Rubikon. 2020. Suhrkamp Verlag ISBN 978-3-518-47051-0

## Film
- Operation Rubikon. Regie Thomas Berger, Drehbuch Andreas Pflüger 2002.